# Eusirus bouvieri
Eusirus bouvieri is een vlokreeftensoort uit de familie van de Eusiridae. De wetenschappelijke naam van de soort is voor het eerst geldig gepubliceerd in 1911 door Chevreux.